# シオマネキ (漫画家)
シオマネキは、日本の漫画家。主に成人向け漫画を執筆している。

## 作品リスト
1. 『突発性淫行症候群』(トッパツセイ インコウ シンドローム) 2010年1月28日発売、一水社〈いずみコミックス〉、ISBN 978-4-87076-781-2
2. 『公然ワイセツ彼女』 2012年3月27日発売[1]、一水社〈いずみコミックス〉、ISBN 978-4-86416-099-5
3. 『アマネェ！』 2013年4月26日発売[2]、茜新社〈TENMA COMICS〉、ISBN 978-4-86349-354-4
4. 『ヒミツのひずみ』[3] 2014年11月21日発売[4]、ワニマガジン社〈ワニマガジンコミックスペシャル〉、ISBN 978-4-86269-338-9
5. 『少女から娼女へ…』 2014年12月26日発売[5]、茜新社〈TENMA COMICS〉、ISBN 978-4-86349-467-1
6. 『あらわたわわ』[6] 2017年2月28日発売[7]、ワニマガジン社〈ワニマガジンコミックスペシャル〉、ISBN 978-4-86269-478-2
7. 『誘い乳』 2018年12月発売、エンジェル出版〈エンジェルコミックス〉、ISBN 978-4-87306-838-1
8. 『魅せビラかし』 2020年4月発売、スコラマガジン〈富士美コミックス〉、ISBN 978-4-79950-647-9
9. 『裸あそび』 2020年9月発売、エンジェル出版〈エンジェルコミックス〉、ISBN 978-4-87306-920-3
10. 『露マン・ティック』2022年8月17日発売、双葉社〈アクションコミックス〉・エンジェル出版〈エンジェルコミックス〉